# Línea SE736 (EMT Madrid)
El Servicio Especial (S.E.) codificado como SE736 de la EMT de Madrid unió Príncipe Pío con Madrid Arena entre el 16 de diciembre de 2022 y el 8 de enero de 2023.

## Características
Esta ruta, junto con la línea SE735, funcionó para facilitar el traslado a los asistentes al espacio navideño Árticus. Era gratuita para los usuarios.

### Frecuencias
| Todos los días               |         |
| De 11:00 a 15:00             | 6 min   |
| De 15:00 a fin               | 4-5 min |
| 24 y 31 de diciembre         |         |
| De 11:00 a 18:30             | 6-8 min |
| 25 de diciembre y 1 de enero |         |
| De 16:30 a fin               | 4-5 min |

## Recorrido y paradas
| Código | Parada       | Común con | Conexiones con Metro y Cercanías |
| ------ | ------------ | --------- | -------------------------------- |
| 8372   | Príncipe Pío |           | Príncipe Pío                     |
| 5364   | Madrid Arena | SE735     |                                  |